# Аудвауде
Аудвауде (нід. Oudwoude, фриз. Aldwâld) — село в нідерландській провінції Фрисландія. Входить до муніципалітету Північно-Східна Фрисландія.
Його площа становить 8,84км², а населення станом на 2021 рік складало 815 осіб.
Перша згадка про населений пункт датується 1444 роком.

## Галерея

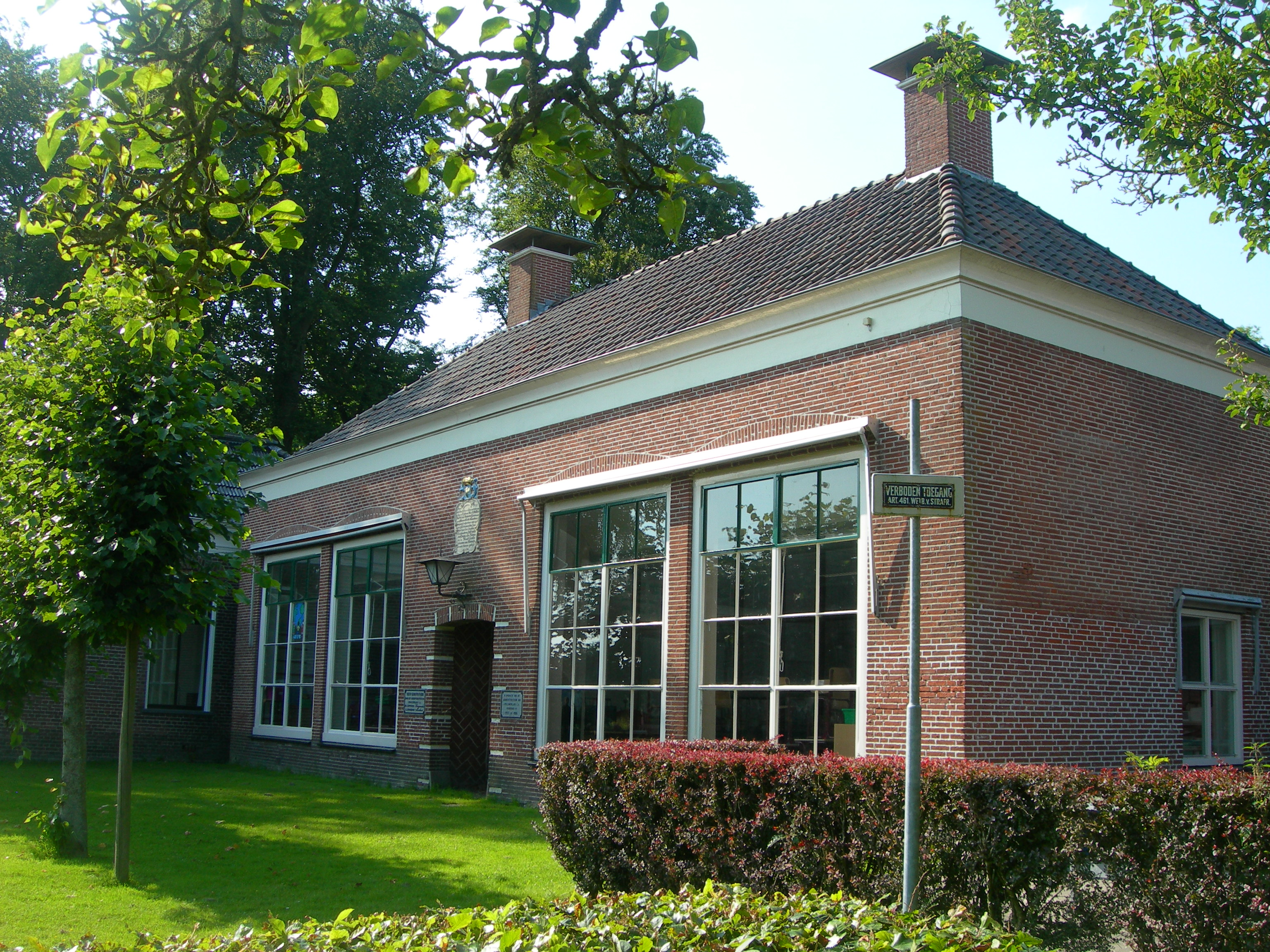
Початкова школа
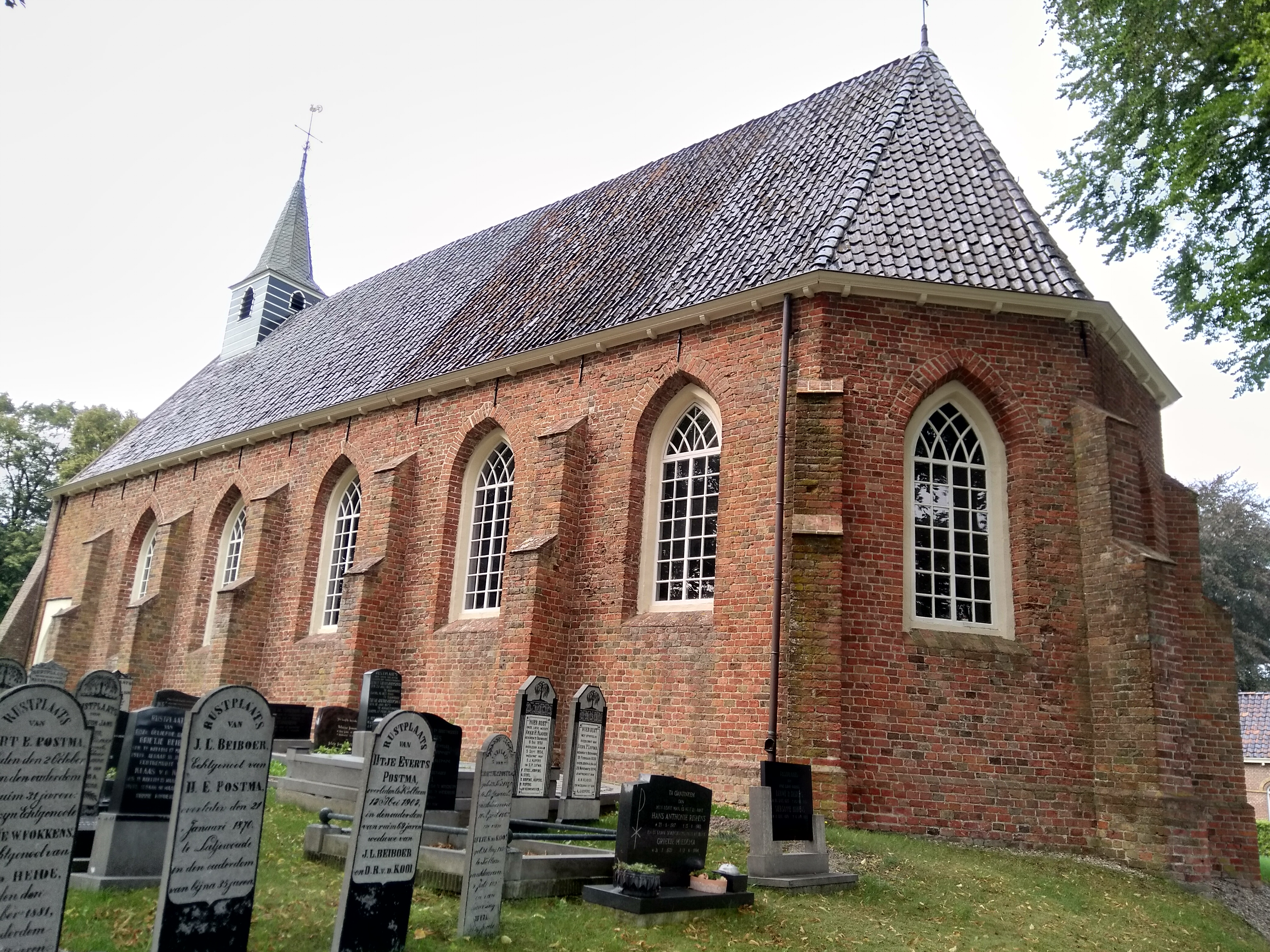
Протестантська церква
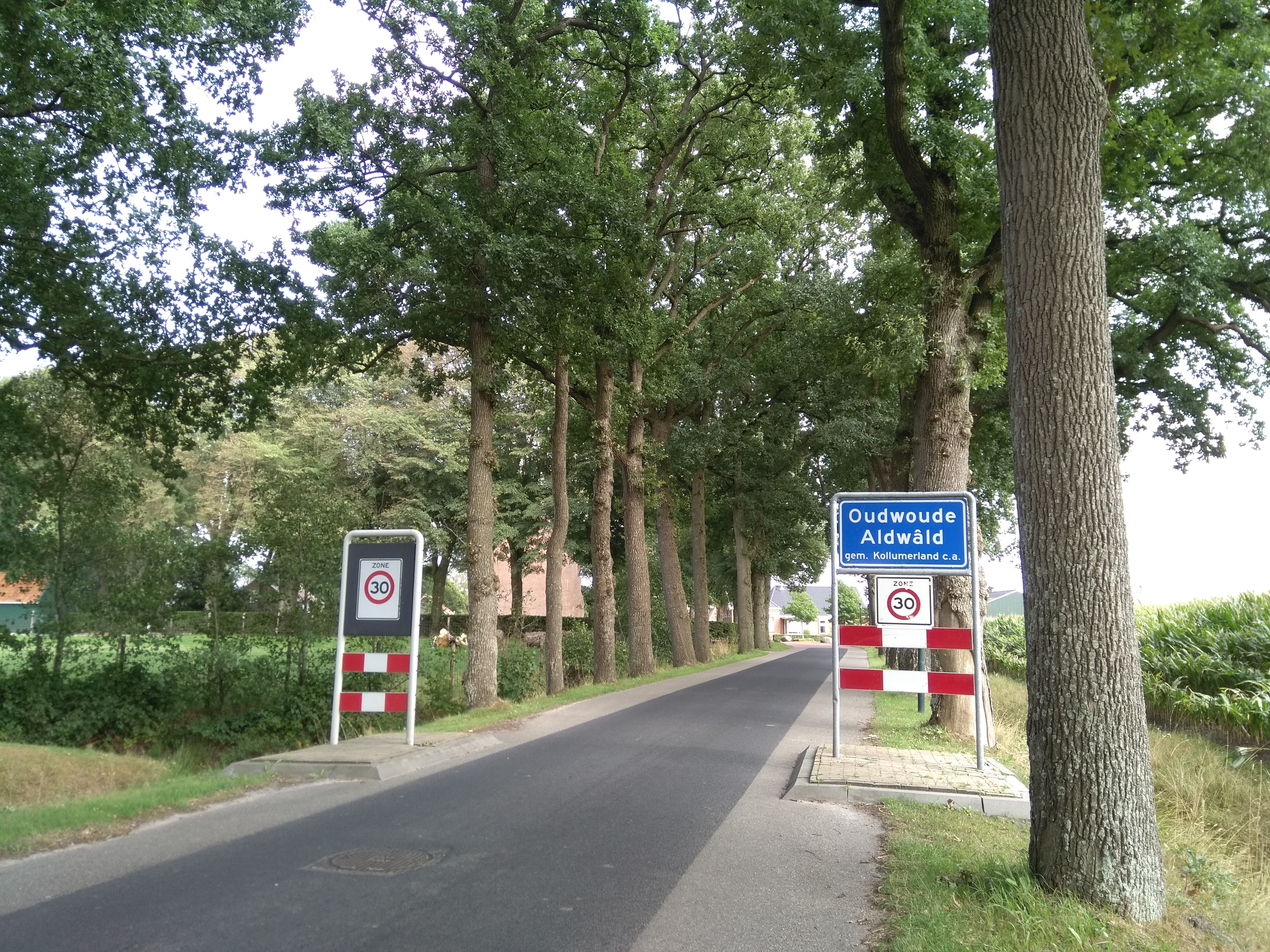
В'їзд до села
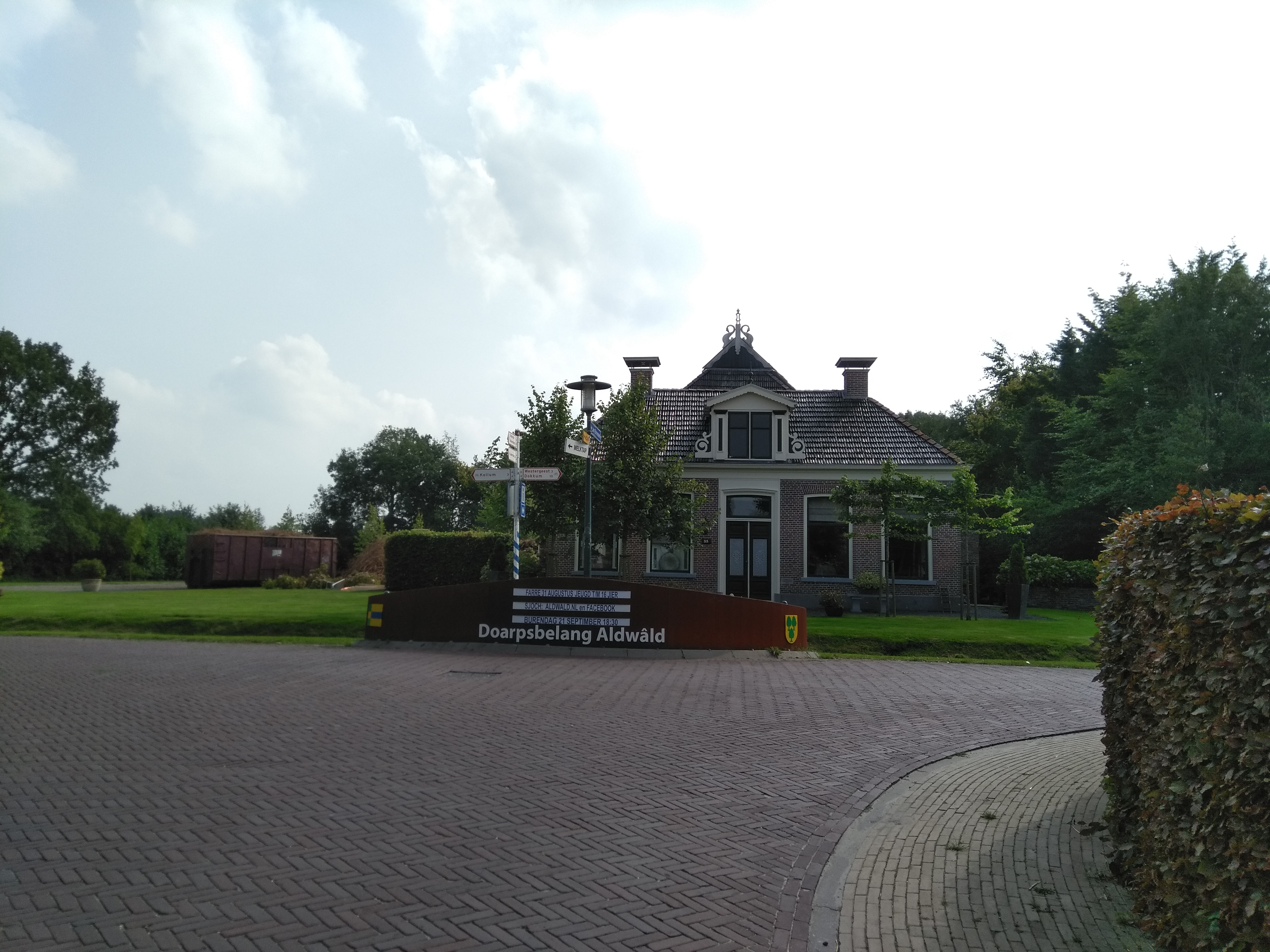
Вулиця у селі
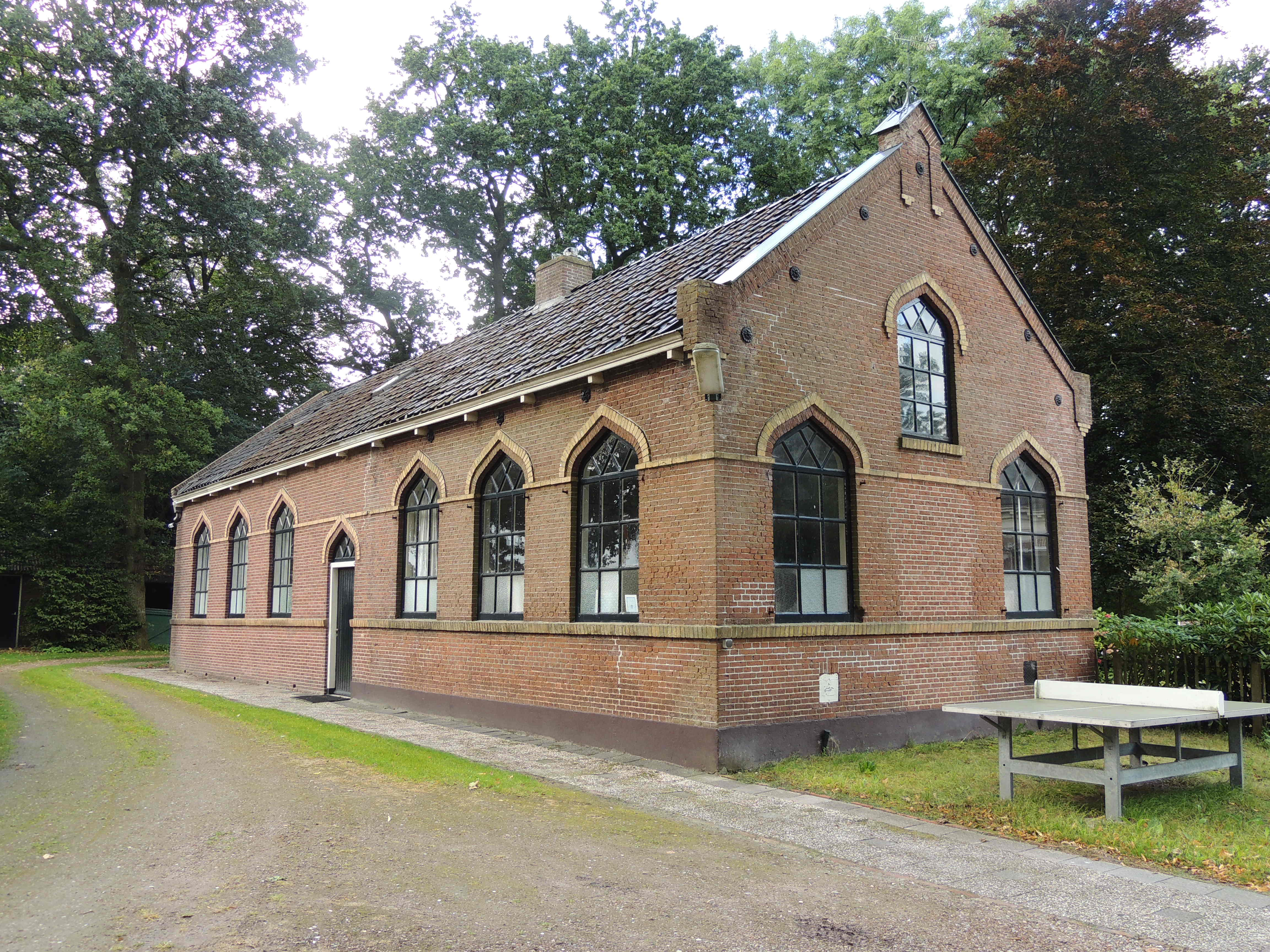
Будівля у селі